# Carlos Latuff
Carlos Latuff (sinh ngày 30 tháng 11 năm 1968) là một họa sĩ tranh biếm xã luận hành nghề tự do người Brasil. Tác phẩm của ông có nội dung nói về nhiều chủ đề khác nhau, ví dụ như chống toàn cầu hóa, chống tư bản, chống lại hành động can thiệp quân sự của Hoa Kỳ. Ông được biết đến nhiều nhất bởi những tranh biếm nói về xung đột Israel-Palestin và về sự kiện Mùa xuân Ả Rập. Latuff tự nhận các tranh vẽ của mình là những họa phẩm gây nhiều tranh cãi.

## Tiểu sử
Latuff sinh năm 1968 ở São Cristóvão (Rio de Janeiro), Brasil. Ông là người gốc Liban, và thường tự nhận là mình "có cội rễ Ả Rập". Ông chưa có văn bằng đại học nhưng đã nhiều năm hành nghề vẽ tranh biếm chuyên nghiệp. Ông cũng có sở thích về nhiếp ảnh và thực hiện các đoạn phim phục vụ cho mục đích tư liệu.

## Tác phẩm
Trong nửa đầu thập niên 1990, Carlos Latuff hành nghề họa sĩ tranh biếm cho các báo chí cánh tả ở Brasil, nhưng sau này ông thường tự xuất bản tranh biếm của mình tại Indymedia hoặc trên các blog cá nhân. Ông cho rằng sẽ "hiệu quả hơn" nếu như đăng tranh biếm của mình lên một trang mạng. Tuy nhiên, một số bức tranh đã được đăng trên các tạp chí, ví dụ như phiên bản tiếng Brasil của tạp chí Mad,
tạp chí Le Monde Diplomatique và tạp chí The Toronto Star. Một số tranh vẽ của ông cũng được đăng trên các trang mạng và báo chí Ả Rập, tỉ như tạp chí của "Mặt trận Hồi giáo Kháng chiến Iraq (al-Jabha el-Islamiya lil=Moqawama al-Iraqiya  -  JAMI), tạp chí Ả Rập Xê Út Character, tờ báo Liban "Tin tức" (Al Akhbar), và một số báo chí khác.
| “                | Tôi không vẽ tranh để minh họa cho báo chí. Tranh của tôi phục vụ trực tiếp cho những nhà hoạt động xã hội để họ chia sẻ và sử dụng miễn phí. Chúng có một thông điệp, chúng ủng hộ một lý tưởng, và chúng được vẽ ra để truyền bá rộng rãi. | ” |
| — Carlos Latuff, | |   |

| “                | Tranh của tôi có vị thế cao hơn vì tôi sử dụng Twitter. Mang tính chiến đấu là điều mà các bạn có thể thêm vào; nghệ thuật và Internet có thể tiếp cận một lượng khán giả rất lớn trên thế giới. | ” |
| — Carlos Latuff, | |   |

### Chủ đề cuộc chiến Israel-Palestin

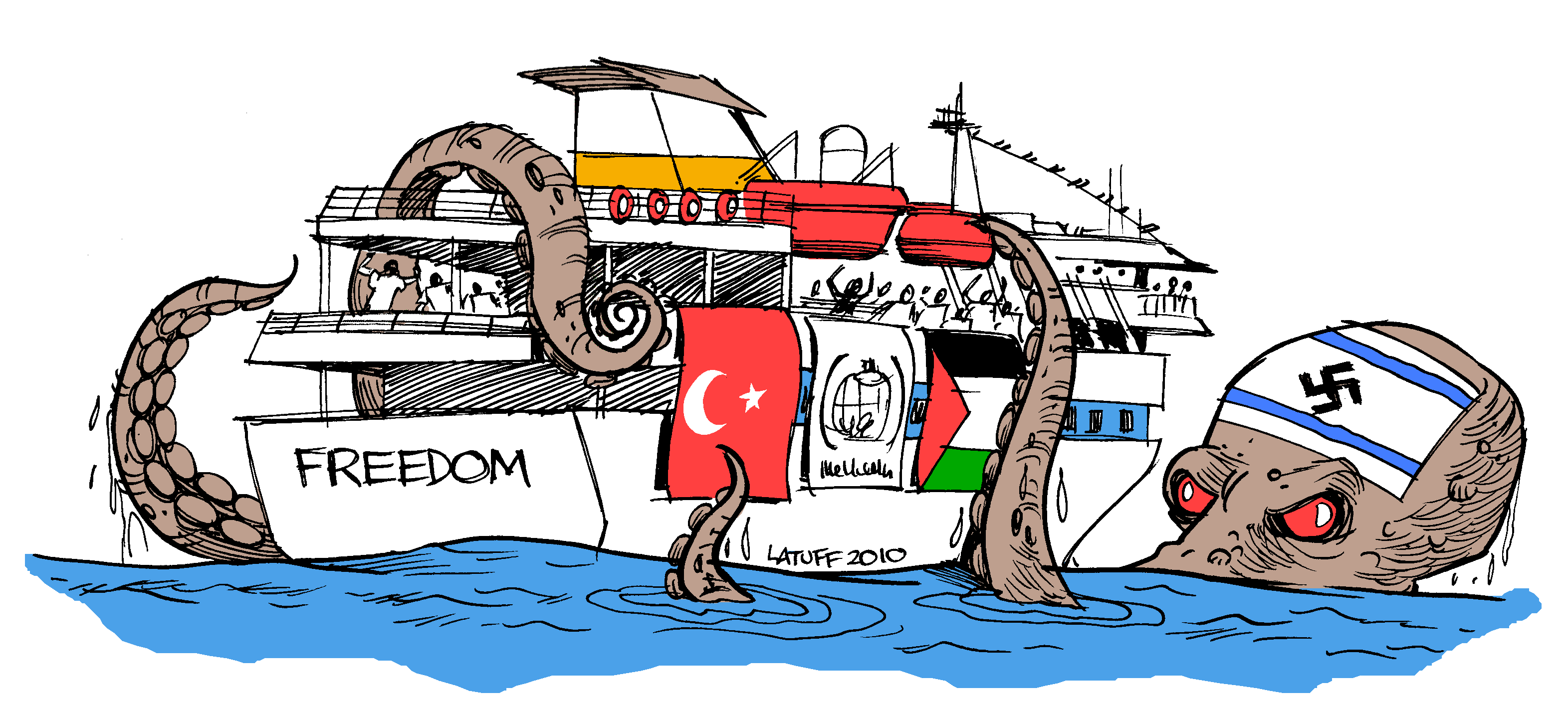
Chuyến tàu tới Gaza.

Một số lớn tranh biếm của Latuff có đề tài là cuộc chiến Israel-Palestin. Ông tự nhận cuộc chiến này trở thành đề tài quan trọng của ông từ khi Latuff đến nơi xảy ra cuộc chiến trong khoảng cuối thập niên 1990. Các tranh biếm của Latuff có nội dung chỉ trích nặng nề các hành động của phía Israel, vì vậy có ý kiến đã chỉ trích ông là bài Do Thái và phục vụ cho phong trào chống toàn cầu hóa. Trong chuỗi tranh "Chúng tôi đều là người Palestin" (tiếng Ả Rập: كلنا فلسطينيون), Latuff đã miêu tả những nhóm người bị bóc lột, tỉ như người da đen ở Nam Phi trong chế độ Apácthai, người Tây Tạng ở CHND Trung Hoa, người da đỏ bản địa ở châu Mỹ, và cả người Do Thái ở khu Do Thái Warszawa phát biểu câu nói "Tôi là người Palestin."
Latuff cũng vẽ nhiều tranh về thủ tướng Israel Ariel Sharon,, tổng thống Hoa Kỳ George W. Bush, tổng thống Brasil Luiz Inácio Lula da Silva, thủ tướng Anh Tony Blair cùng nhiều chính trị gia khác, mô tả họ là quái vật hoặc là những người theo chủ nghĩa phát xít Đức.
Năm 2006, Latuff tham gia cuộc thi tranh biếm của Iran có chủ đề về trại tập trung phát xít Đức và nhận giải nhì với bức vẽ mô tả bức tường Bờ Tây của Israel tương tự như các trại tập trung của phát xít. Cuộc thi này được tổ chức nhằm phản hồi lại bức tranh biếm về nhà tiên tri Muhammad đăng trên một tờ báo Đan Mạch, hàm ý muốn nói rằng những ai ủng hộ quyền "tự do" được chỉ trích đạo Hồi cũng sẽ bị "khó xử" tương tự khi người khác "tự do" động chạm đến chủ đề nhạy cảm là các trại tập trung Do Thái. Manfred Gerstenfeld cáo buộc tranh của Latuff là "nói ngược về trại tập trung Do Thái", một dạng của hành vi bài Do Thái.

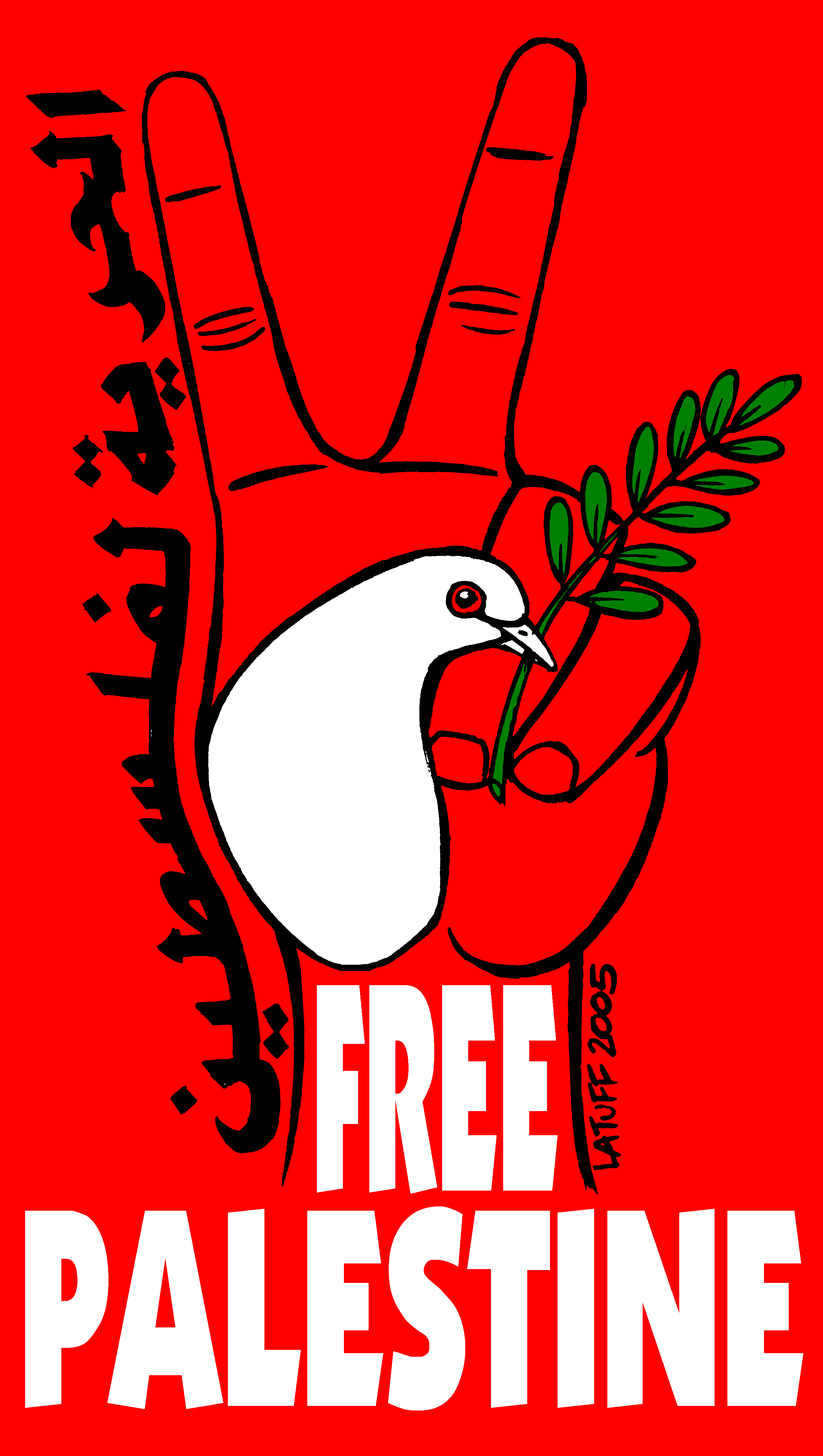
Palestin tự do !
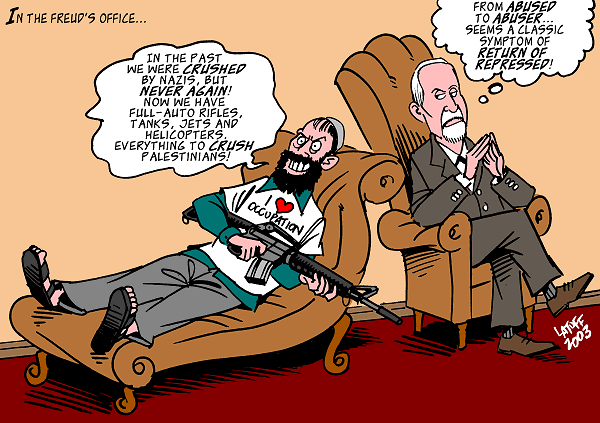
Trước bị đàn áp, nay quay sang đàn áp kẻ khác.
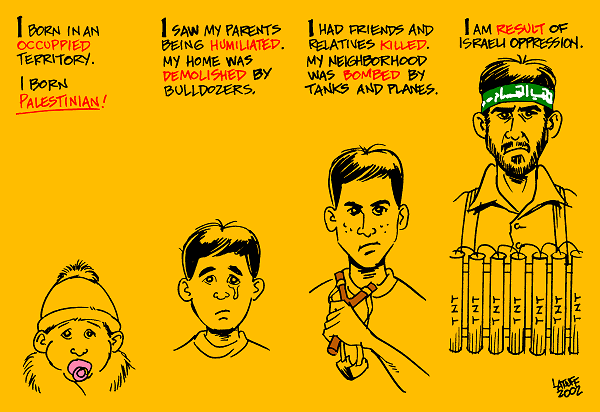
Sự hình thành của một người đánh bom tự sát ở Palestin.
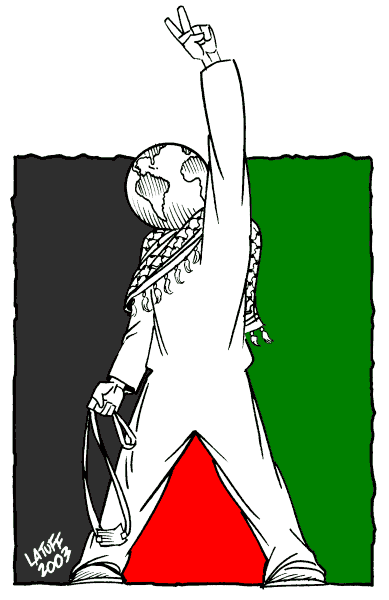
Global Intifada, thể hiện thế giới mang khăn trùm đầu Keffiyeh, giơ tay thể hiện dấu hiệu chiến thắng, tay phải cầm chiếc ná cao su và đứng trước quốc kỳ Palestin.
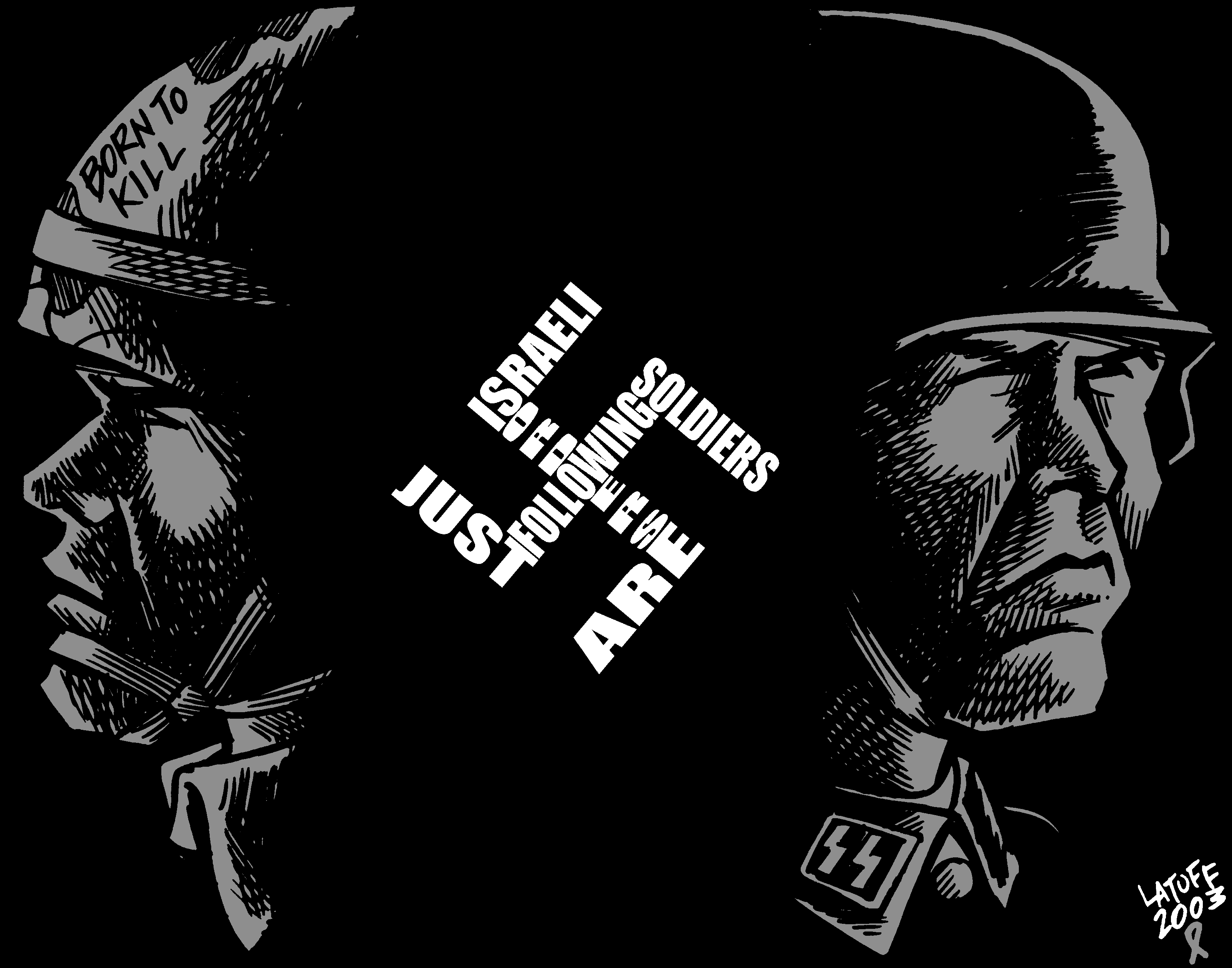
Bức tranh hàm ý nói người lính Israel (bên trái) cũng giống như lính Đức Quốc xã (bên phải), dòng chữ "lính Israel chỉ biết nghe lệnh" viết thành hình chữ thập ngoặc Quốc xã.
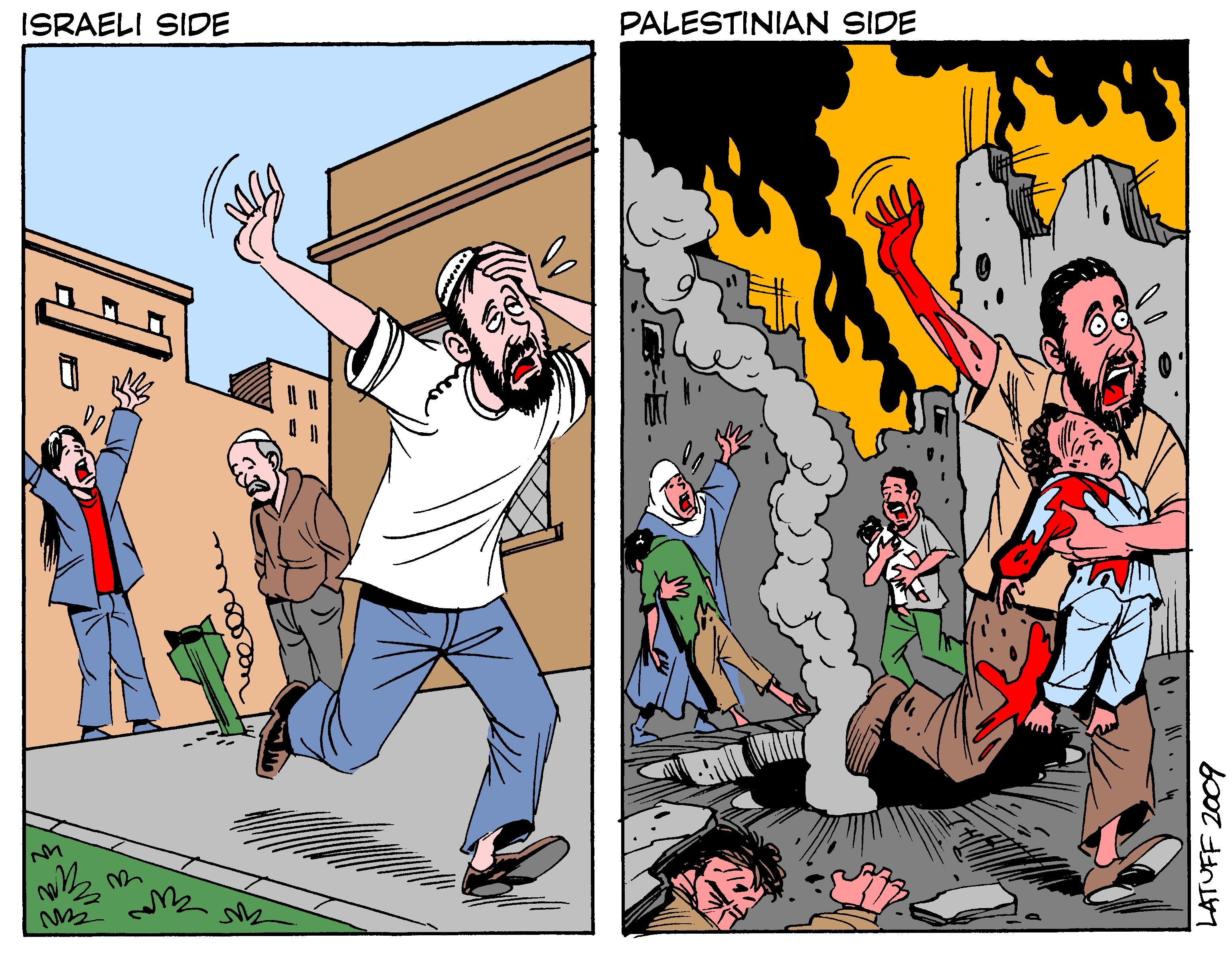
Thương vong dân thường, so sánh hai phía Israel và Palestin.
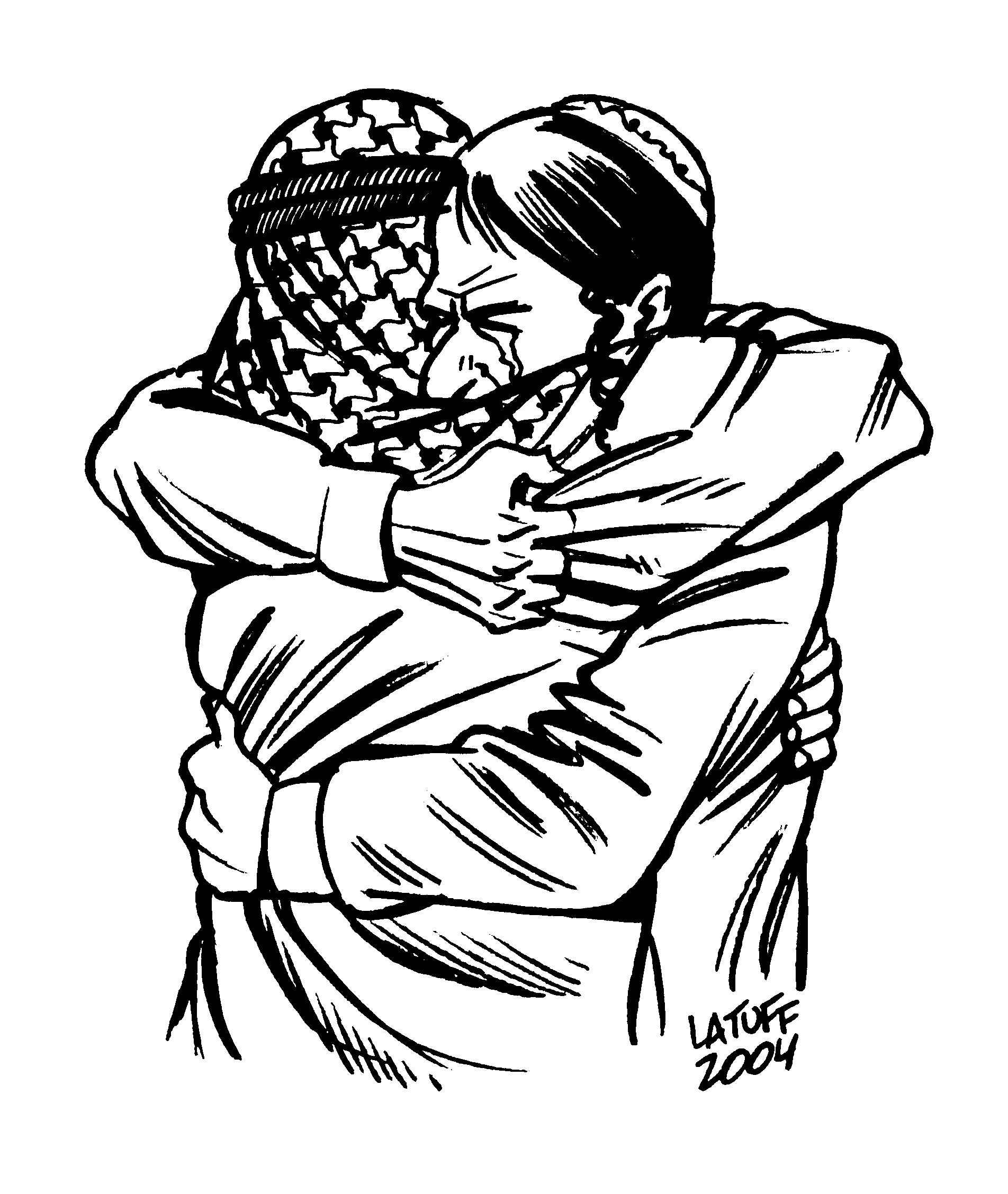
Bức tranh "tha thứ" vẽ cảnh hòa giải của người Palestin và Israel.

#### Bị cáo buộc là "bài Do Thái"
Latuff thường xuyên bị cáo buộc là người theo chủ nghĩa bài Do Thái vì các bức tranh châm biếm Israel. Ví dụ Viện Các sự vụ Toàn cầu Do Thái (Institute for Global Jewish Affairs - một phần của Trung tâm Jerusalem về Các sự vụ Công cộng Jerusalem Center for Public Affairs, một tổ chức phi chính phủ của Israel) chỉ trích là có tư tưởng bài Do Thái. Năm 2002, tổ chức của những nạn nhân ở Holocaust tại Thụy Sĩ là Aktion Kinder des Holocaust đã kiện Indymedia vì đăng bức ảnh của Latuff vẽ một thiếu niên ở khu Do Thái Vácsava nói rằng "Tôi là người Palestin", bức ảnh này được AKH cho là "bài Do Thái", tuy nhiên vụ việc này đã bị tòa án Thụy Sĩ đình chỉ. Năm 2003, Viện Stephen Roth cáo buộc các tranh vẽ về Ariel Sharon của Latuff là bài Do Thái giống như các tranh của Philipp Rupprecht đăng trên Der Stürmer." Viện này cũng phàn nàn về bức tranh vẽ Che Guevara đội khăn trùm đầu Hồi giáo của người Palestin. Giáo sư tại Đại học Tự do Brussels, Joel Kotek trong cuốn "Tranh biếm và Chủ nghĩa cực đoan" (Cartoons and Extremism) cáo buộc Latuff giống như Edouard Drumont, người sáng lập Liên đoàn Bài Do Thái Pháp.
Năm 2012, Trung tâm Simon Wiesenthal liệt Latuff vào danh sách 10 phần tử bài Do Thái nhất thế giới. Bản thân Latuff coi sự kiện này là một "trò đùa mang đẳng cấp của phim Woody Allen".

#### Phản ứng trước các cáo buộc "bài Do Thái"

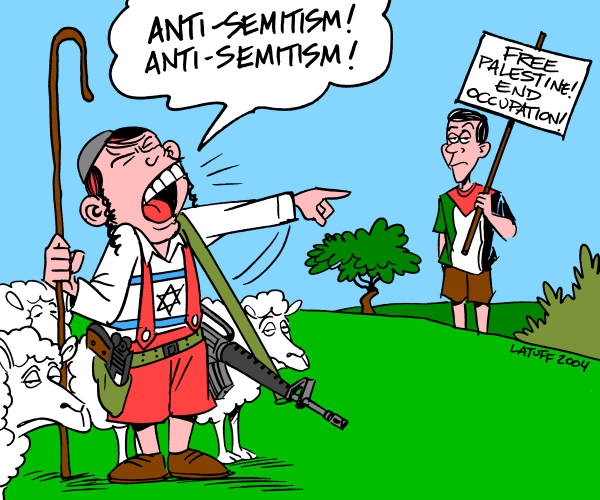
Tranh biếm của Carlos Latuff trả lời về các cáo buộc "bài Do Thái".

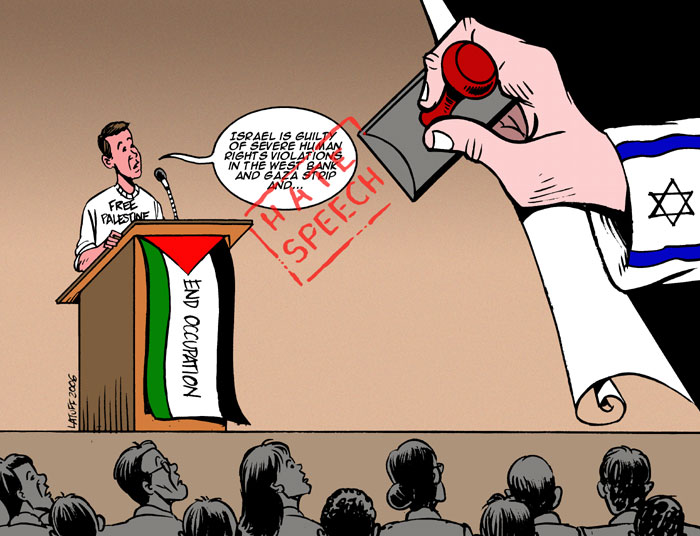
Phát biểu "gây thù hận".

Carlos Latuff đã vẽ các tranh biếm để trả lời về các cáo buộc "bài Do Thái", trong đó mô tả những nhân vật hiện thân của nước Palestin phát biểu "Chống chủ nghĩa phục quốc Do Thái không có nghĩa là bài Do Thái". Trong một cuộc phỏng vấn với tuần báo The Forward của người Mỹ gốc Do Thái vào tháng 12 năm 2008, Latuff đã trả lời về các cáo buộc "bài Do Thái" như sau:
| “                | Tranh của tôi không ám chỉ đến người Do Thái hay đạo Do Thái, mà nhằm vào Israel với tư cách là một thực thể chính trị, một chính quyền, một quân đội chư hầu của Mỹ tại Trung Đông, và đặc biệt là chính sách của Israel đối với dân Palestin. Dân Do Thái Israel là kẻ đã đàn áp người Palestin. Những kẻ xấu miệng nói rằng việc sử dụng Ngôi sao David trong các tranh biếm của tôi về Israel là bằng chứng không thể chối cãi của thái độ bài Do Thái; tuy nhiên đó không phải là lỗi của tôi khi Isarel chọn một biểu tượng tôn giáo thánh thêng làm biểu tượng quốc gia của họ, tỉ như cây đèn Knesset hay ngôi sao David vẽ trên những cỗ máy giết người như chiếc máy bay F-16. | ” |
| — Carlos Latuff, | |   |

Trong một phát biểu, Latuff cũng nhận xét:
| “                | Một phần của những cái gọi là "bằng chứng" về chủ nghĩa bài Do Thái của tôi đó là, tôi đã sử dụng Ngôi sao David, một biểu tượng của Do Thái giáo. Nhưng hãy xem tất cả những họa phẩm của tôi và bạn sẽ thấy rằng Ngôi sao David không bao giờ được vẽ đứng một mình, nó luôn là một phần của lá cờ Israel. Đúng thật biểu tượng đó là một biểu tượng tôn giáo, nhưng ở Israel nó đã được dùng làm biểu tượng của quốc gia; và mục tiêu mà tôi nhắm tới chính là thể chế nhà nước - tức các chính trị gia và quân đội. Vẽ cờ Israel trong tranh biếm không phải là chỉ trích đạo Do Thái, giống như vẽ cờ Thổ Nhĩ Kỳ không phải là chỉ trích đạo Hồi. | ” |
| — Carlos Latuff, | |   |

Latuff cũng cáo buộc những nhóm phục quốc Do Thái đã cố tình gán ghép ông với những kẻ phân biệt chủng tộc và những phần tử cực đoan nhằm "dìm hàng" các chỉ trích của Latuff về chính phủ Isarel. Latuff khẳng định, việc chỉ trích chính phủ Israel không có nghĩa là kỳ thị người dân Do Thái, tự vì bản thân chính phủ không đại diện cho tất cả người dân. Ông cũng chỉ ra rằng nhiều người khác như José Saramago, Desmond Tutu, Jimmy Carter cũng từng bị cáo buộc là "bài Do Thái", và nhận định rằng mình bị gán ghép chung với một nhóm người rất tốt.
Carlos Latuff nhận được sự ủng hộ của Silvio Tendler, một nhà điện ảnh nổi tiếng người Brasil. Tender đã công khai bảo vệ Latuff trong một bức thư như sau:
| “                | Tôi đã thách anh cùng tôi đến Israel và Palestin, nhưng anh bảo tôi rằng người ta không cho anh đến, và giả sử nếu anh đến được thì người ta sẽ không cho anh rời khỏi nơi đó. Tôi đã nghi ngờ anh, và thật không may là anh đã nói đúng... Chống phục quốc Do Thái thì anh có, nhưng bài Do Thái thì anh không có, tự vì mang trong mình dòng máu Ả Rập thì đương nhiên anh là một người thuộc cộng đồng Xêmít. | ” |
| — Silvio Tender, | |   |

### Chiến tranh của Mỹ ở Iraq và Afganistan
Latuff còn chỉ trích dữ dội cuộc chiến tranh của Hoa Kỳ ở Iraq và Afganistan, có những bức tranh mang nội dung chống lại quân đội Hoa Kỳ tại các nước này, có những bức tranh miêu tả lính Mỹ bị thương, bị chết, tàn tật, hoặc hãm hại người dân Iraq.

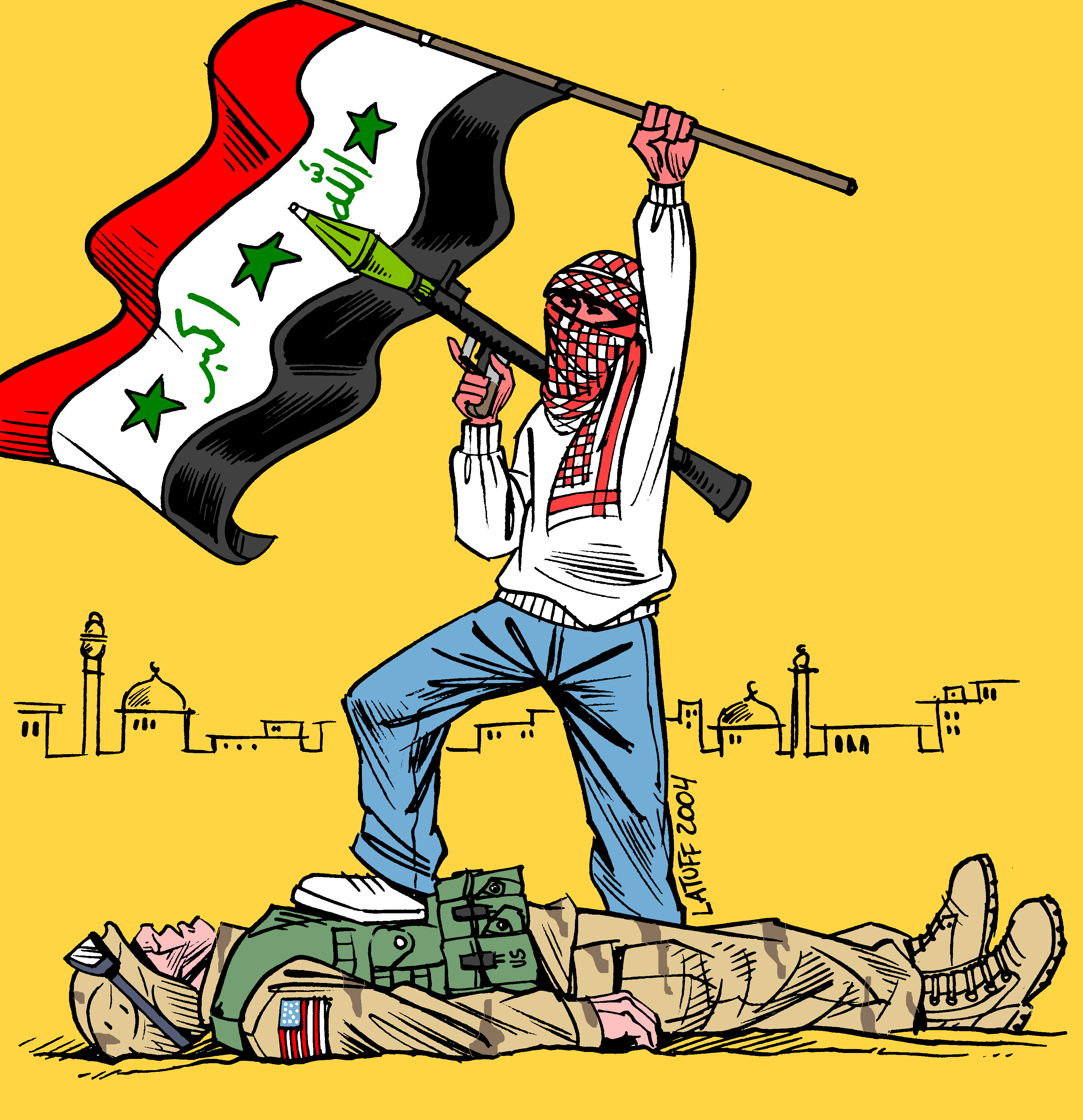
Chiến thắng !
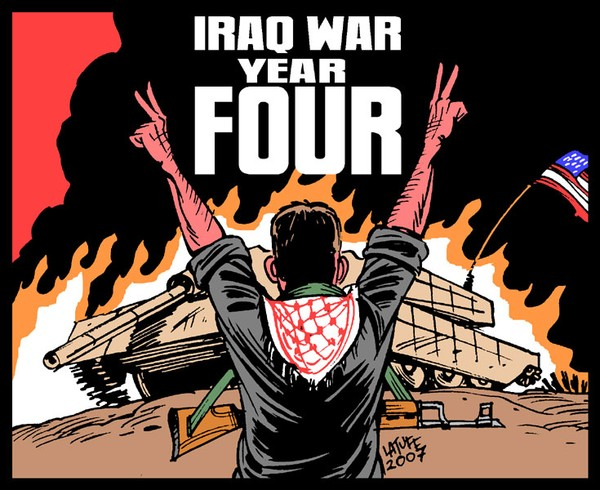
Chiến tranh Iraq, năm thứ tư.
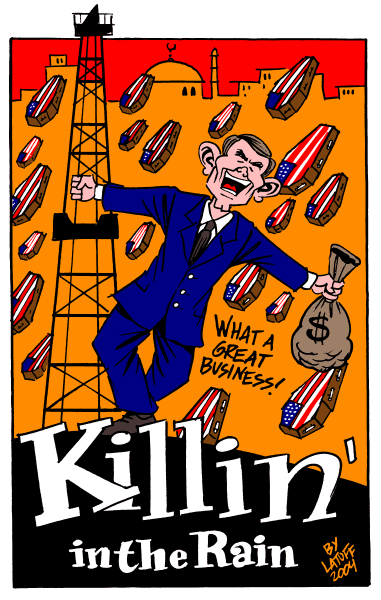
Giết người trong "mưa".
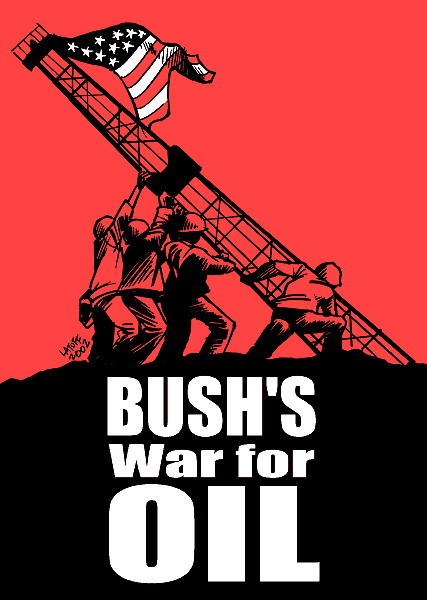
Chiến tranh vì dầu mỏ của Tổng thống Bush.
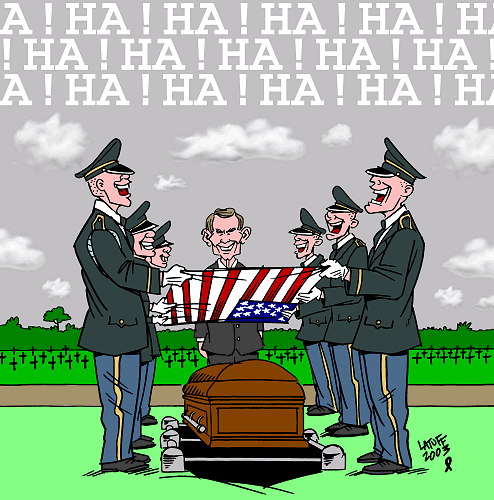
Tổng thống Bush cười ha hả trong lễ mai táng một tử sĩ Hoa Kỳ.
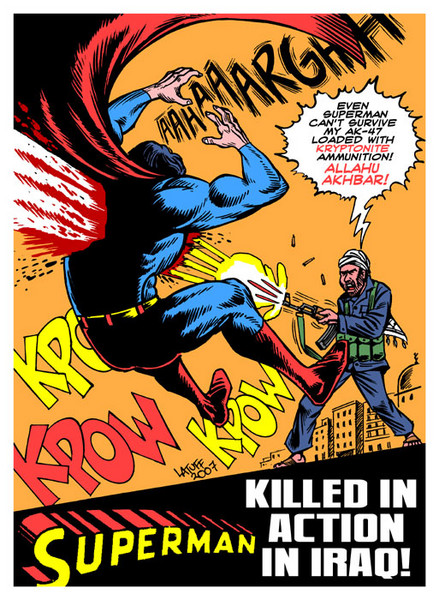
Siêu nhân bị quân nổi dậy Iraq bắn chết.
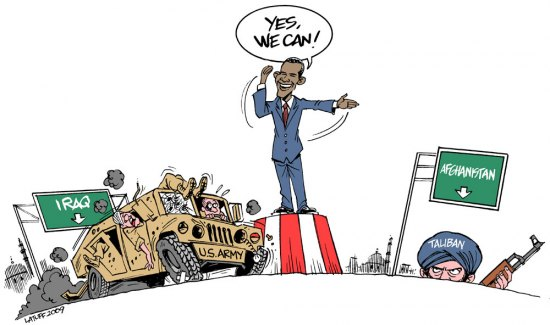
Chiến tranh Afghanistan của Obama.

Trong loạt tranh biếm "Những câu chuyện về chiến tranh Iraq" (tiếng Ả Rập: حكايات من حرب العراق), ông vẽ hình "Juba, người lính bắn tỉa thành Baghdad", miêu tả một người lính bắn tỉa Iraq huyền thoại được cho là đã hạ gục hàng chục lính Mỹ và gọi Juba là "anh hùng". Ông cũng vẽ tranh Tổng thống Mỹ George W. Bush cười ha hả trước quan tài một người lính Mỹ chết trong chiến tranh.

### Mùa xuân Ả Rập

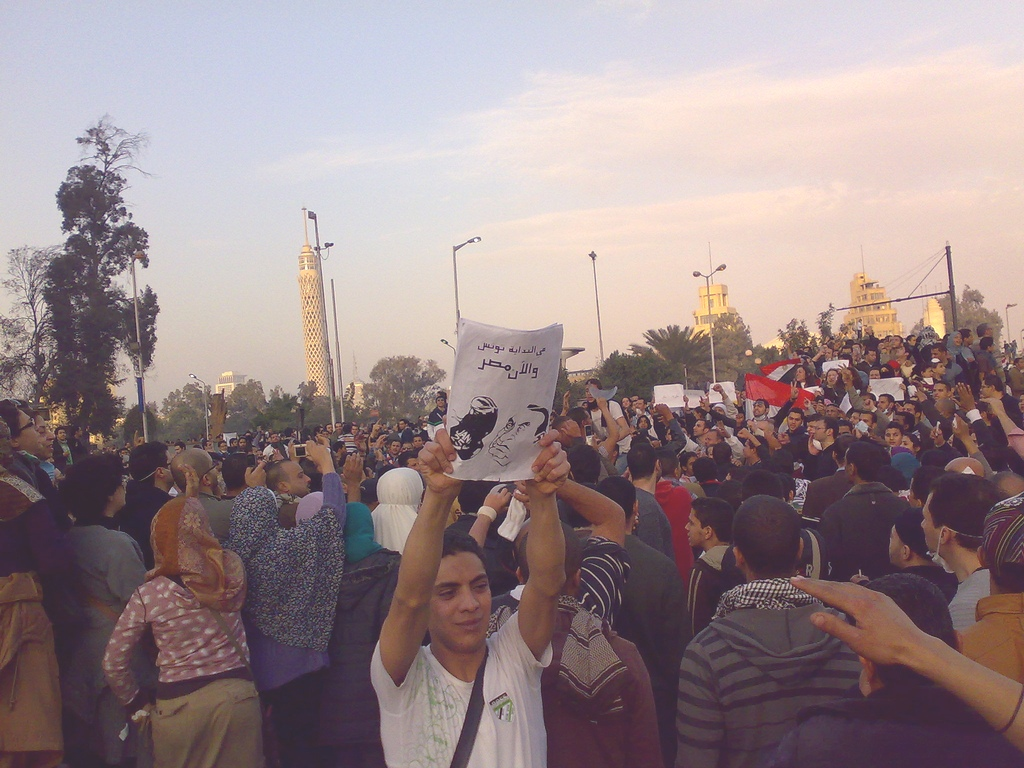
Một bức biếm họa của Carlos Latuff được người biểu tình sử dụng trong cuộc cách mạng tại Ai Cập.

Từ cuối năm 2010, Latuff chuyển sang vẽ về đề tài Mùa xuân Ả Rập và ông công khai ủng hộ những người khởi nghĩa. Sau chiến thắng của các cuộc cách mạng ở Tunisia, Ai Cập, Libya, những bức tranh của ông về các quốc gia này miêu tả những mối nguy cơ về phản cách mạng hay ảnh hưởng của phương Tây. Việc Latuff định cư ở Brasil được cho là có lợi thế trong việc chỉ trích các tệ đoan ở những nước Ả Rập này, vì ông không phải đối mặt với nguy cơ bị giới chức địa phương "sờ gáy".
Một số tranh ảnh của ông đã được những người biểu tình Ả Rập sử dụng trong các cuộc tuần hành, đặc biệt tranh ảnh của Latuff rất nổi tiếng trong phong trào cách mạng ở Ả Rập. Có nguồn tin cho rằng ông có hơn 16 nghìn người ủng hộ và phần lớn các ý kiến ủng hộ được viết bằng tiếng Ả Rập. Một số bài báo có tựa đề tỉ như "Cảm ơn Ngài Latuff", "Những người yêu mến Carlos Latuff", "Hãy cấp quốc tịch Ai Cập cho Carlos Latuff" được viết để tôn vinh ông. Một số người đã đề nghị trả tiền công cho Latuff vì các bức họa, nhưng ông từ chối, nói rằng sự ủng hộ của người đọc là đủ rồi.
| “                | Công việc của tôi là bày tỏ sự đoàn kết với người dân. Sức mạnh của câu chuyện này là đem lại hình ảnh về các phong trào chính trị và xã hội trên thế giới... Nếu như một người quyết định sử dụng bức tranh của tôi trên một chiếc áo thun hay một cuốn sách mỏng, điều đó có nghĩa là tranh của tôi hữu ích đối với người đó. Vẽ tranh xuyên biên giới, xuyên đại dương và biến nó thành công cụ cho cuộc tranh đấu của một số người nhất định, đó là cách các bạn trả công cho tôi. | ” |
| — Carlos Latuff, | |   |

Tuy nhiên một số nhà hoạt động thuộc phía cách mạng không đồng tình với sự tham gia tích cực của Latuff. Ví dụ Soha Bayoumi tuy ca ngợi thiện chí và đóng góp của Latuff, tuy nhiên ông không đánh giá cao chất lượng tranh vẽ của Latuff, và lo ngại rằng một số họa sĩ tranh biếm tài năng của phe cách mạng Ai Cập đang bị "bỏ quên".

### Các vấn đề nội bộ của Brasil
Latuff vẽ một số tranh biếm chỉ trích tệ nạn cảnh sát lạm quyền ở Brasil. Ông từng bị bắt ba lần vì các bức họa đó.

### Ủng hộ người da đỏ châu Mỹ
Latuff cũng là người ủng hộ các dân tộc bản địa và ủng hộ quân đội giải phóng dân tộc Zapata EZLN  . Phong trào do ELZN phát động là phong trào quốc tế đầu tiên mà Carlos Latuff vẽ tranh ủng hộ. Đó cũng là sự kiện mang tính bước ngoặt trong sự nghiệp của ông, vì từ thời điểm đó ông đã suy nghĩ và chuyển hẳn sang chủ động truyền bá tranh ảnh của mình trên các mạng xã hội.

## Một số tác phẩm

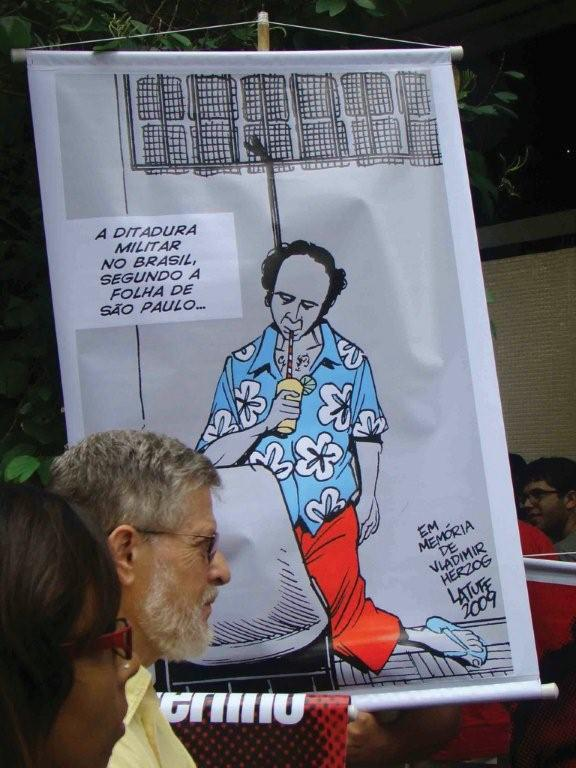
Biếm họa phản đối tờ báo Folha de S. Paulo sử dụng từ "độc tài hiền lành" (ditabranda) để mô tả nền độc tài quân sự Brasil trong thời gian 1964-85
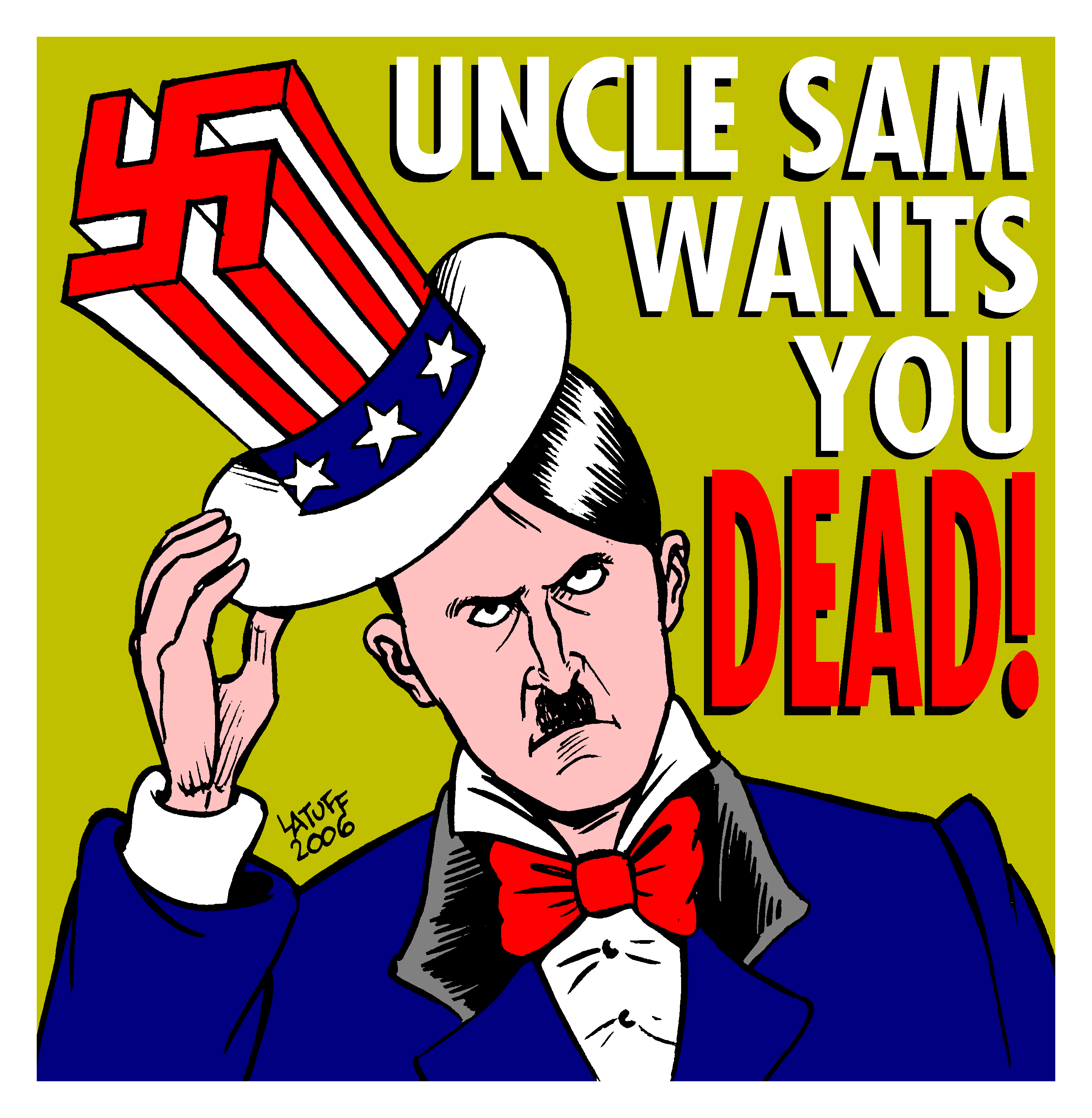
Chú Sam muốn các bạn phải CHẾT!", mô tả nước Mỹ giống như Adolf Hitler with Uncle Sam, còn chiếc nón của nước Mỹ nhìn như chữ thập ngoặc của phát xít Đức.
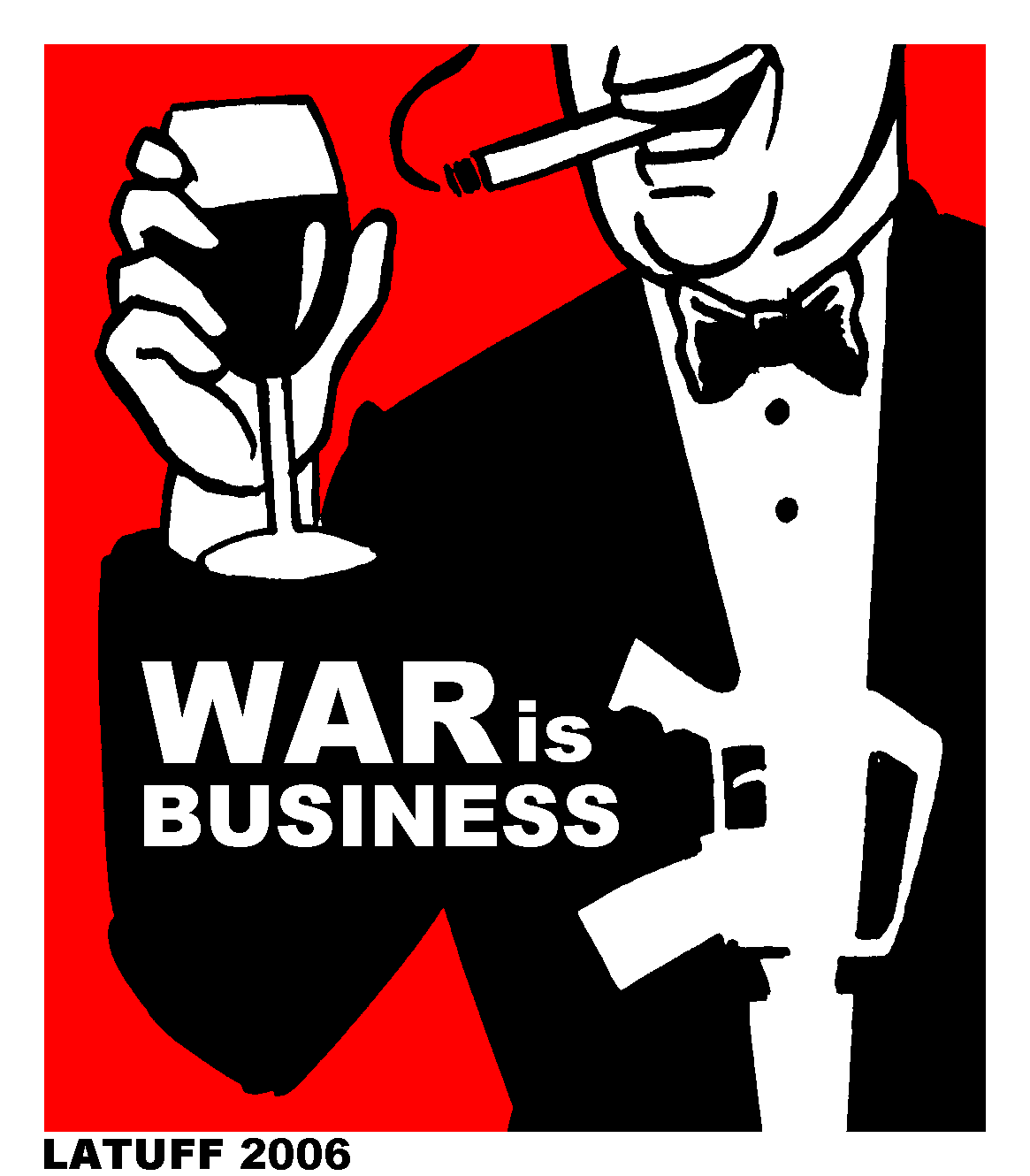
"Chiến tranh là kinh doanh".
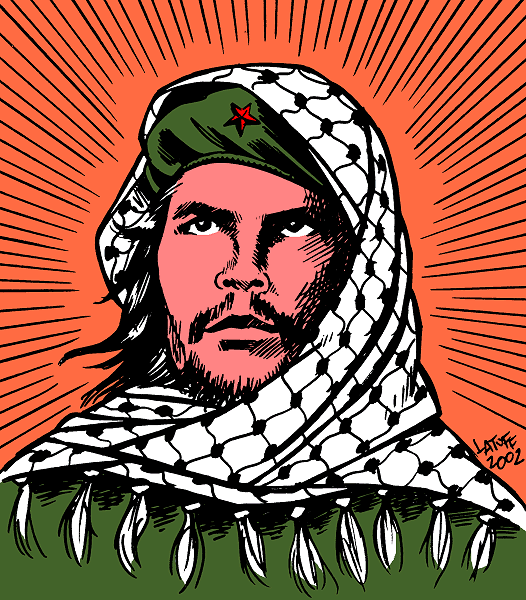
Tranh biếm vẽ năm 2002, mô tả hình Che Guevara đội khăn trùm đầu keffiyeh của Palestin.
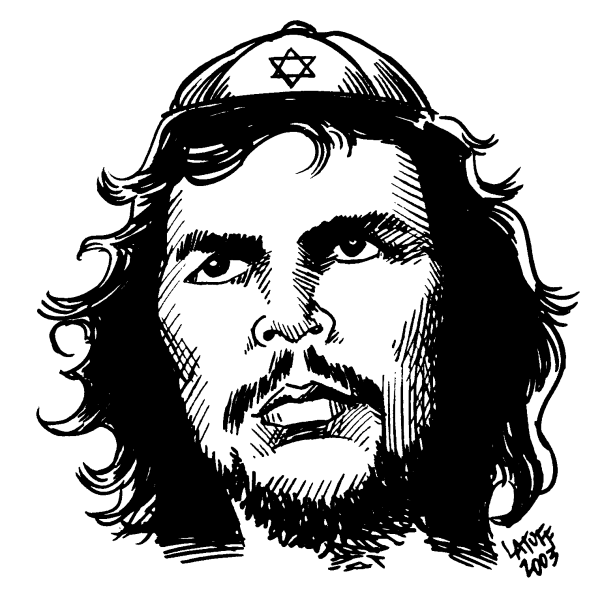
Tranh biếm vẽ năm 2003, mô tả Che Guevara đội mũ kepi của dân Do Thái.
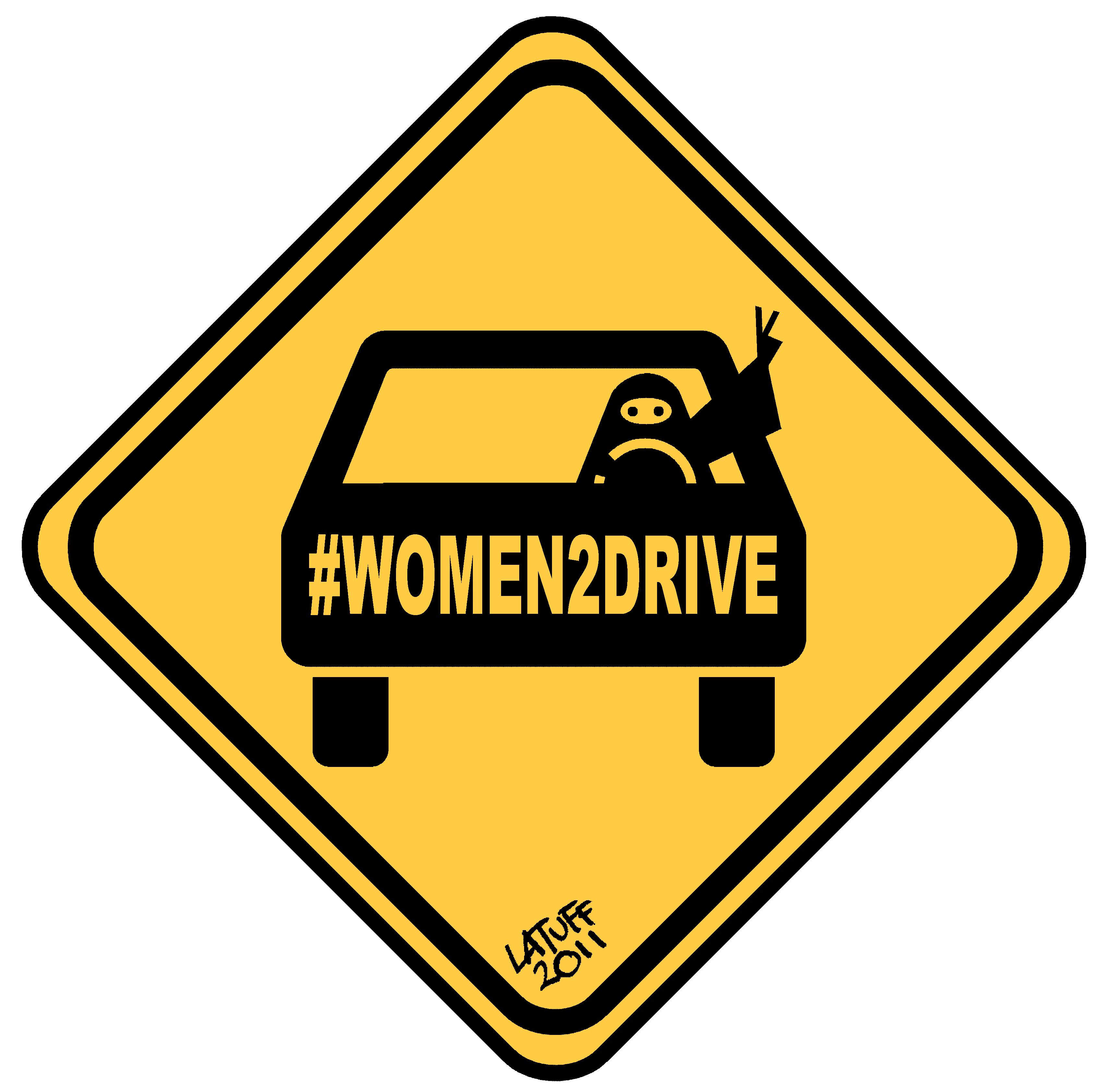
Ủng hộ phong trào quyền lái xe của phụ nữ ở Ả Rập Xê Út.
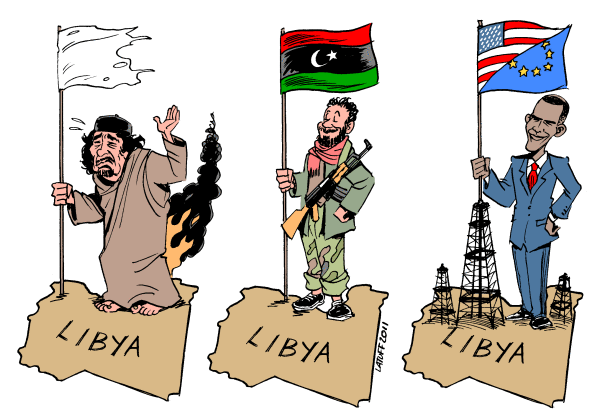
Tương lai của Libya.
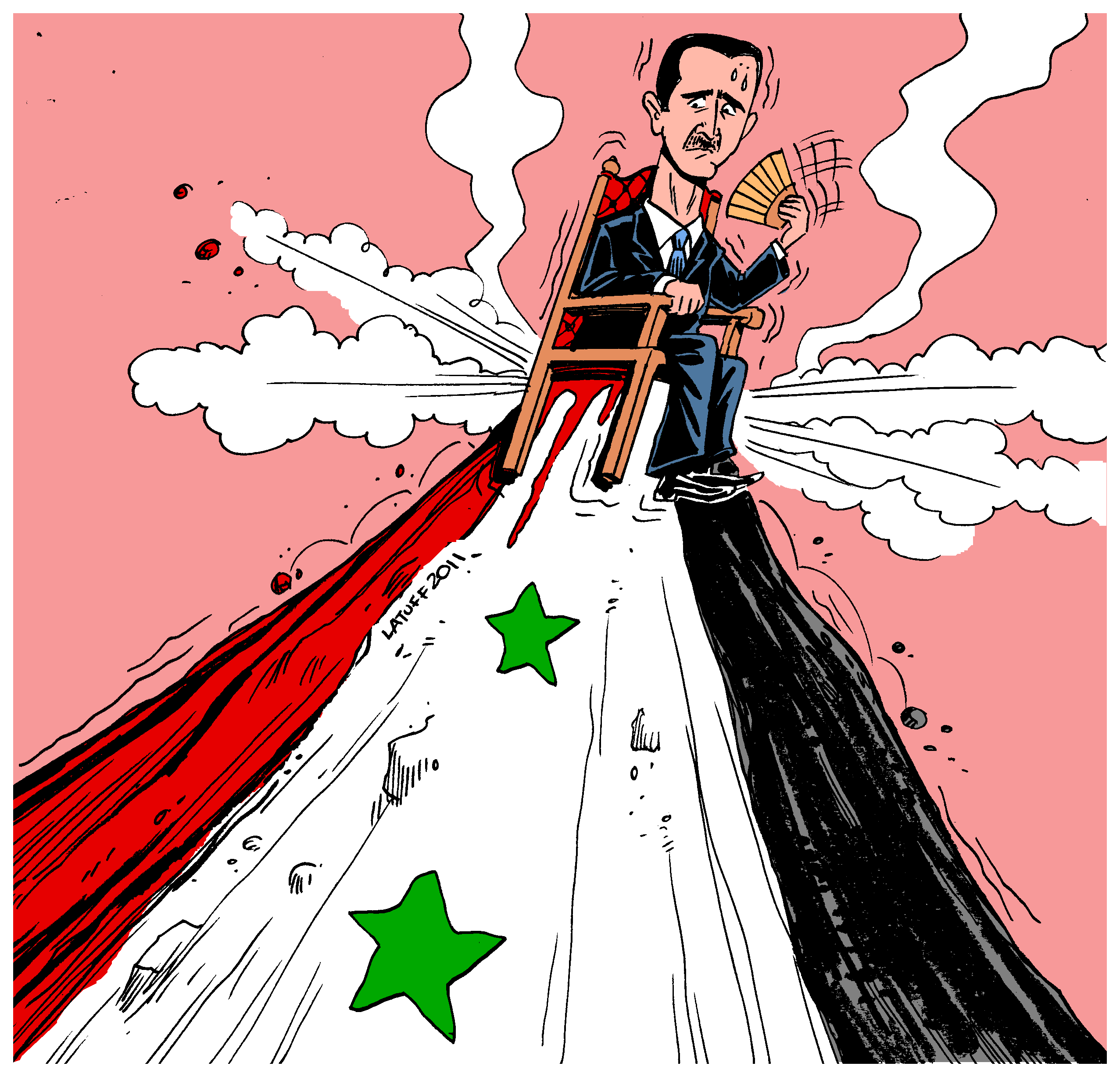
Bashar al-Assad đang ngồi trên "ngọn núi lửa" Syria.
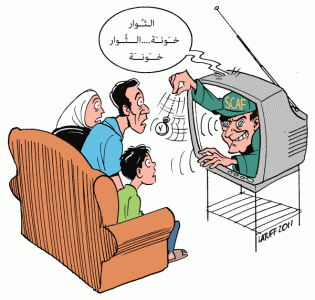
Hội đồng Quân lực Tối cao Ai Cập đang ru ngủ người dân.
Châm biếm việc Hội đồng Quân lực Tối cao Ai Cập chiếm dụng quyền lực ở nước này.